# Трунтаева, Олеся Владимировна
Олеся Владимировна Трунтаева (11 января 1980, Липецк) — российская футболистка, защитница. Мастер спорта России (2004). Выступала за сборную России.

## Биография
В детстве занималась теннисом, стала кандидатом в мастера спорта, но позже перешла в футбол.
На взрослом уровне в начале карьеры выступала за команду Вологды, а также за «Ниву» (Каменоломни), позднее преобразованную в «Дон-Текс» (Шахты) и воронежскую «Энергию». В середине 2000-х годов играла за «Ладу» (Тольятти), стала чемпионкой и обладательницей Кубка России 2004 года. Также в составе «Лады» — победительница международного турнира «Кубок Италии» 2005 года. В 2006 году вслед за тренером Александром Григоряном перешла в подмосковную «Надежду».
С 2007 года в течение шести сезонов выступала за клуб «Звезда-2005» (Пермь). Неоднократная чемпионка (2007, 2008, 2009) и обладательница Кубка России (2007, 2012). Финалистка женского Кубка УЕФА (2009, в обоих финальных матчах оставалась в запасе).
В конце карьеры выступала за клубы «Мордовочка» (Саранск) и «Измайлово» (Москва).
Играла за сборную России. В рамках международного турнира на Кипре в марте 2008 года стала автором двух голов — в ворота Японии (1:3) и Шотландии (3:2).